# Большая Храпь
Большая Храпь — деревня в Дедовичском районе Псковской области России. Входит в состав Вязьевской волости.
Расположена на севере района, в 9 км к северо-западу от райцентра посёлка Дедовичи, у берега реки Шелонь.

## Население
| 2001 | 2002 | 2010 |
| ---- | ---- | ---- |
| 63   | ↘52  | ↘35  |

Численность населения деревни по оценке на начало 2001 года составляла 63 жителей.

## История
С 1920-х годов до 1997 года деревня входила в состав Большехрапского сельсовета в качестве его административного центра. С 30 января 1997 года до 1 января 2006 года деревня входила в состав Погостищенской волости, упразднённой в пользу Вязьевской волости.